# Тафт, Лидия
Лидия Тафт (англ. Lydia Taft, урождённая Чапин, Chapin; 2 февраля 1712 — 9 ноября 1778) — первая женщина, получившая законное право голоса в колониальной Америке на городском собрании в городке Аксбридж, Массачусетс, 30 октября 1756 года.

## Семья
Лидия родилась в обеспеченной и большой семье в Мендоне, Массачусетс, 2 февраля 1712 года. Её родители, Сет Чапин и Бети Терстон, владели большим количеством собственности. Лидия росла вместе с 9 братьями и 4 сестрами. Сет Чапин был уважаемым человеком, являлся членом сообщества и капитаном в ополчении. Сет Чапин является предком 27-го президента Соединенных Штатов Америки Уильяма Говарда Тафта, а сама Лидия, носившая ту же фамилию, приходится ему двоюродной прапрапрабабушкой.

## Джозайя Тафт
28 декабря 1731 года Лидия вышла замуж за Джозайю Тафта, сына судьи Дэниэля Тафта-старшего. С 1732 по 1753 год у них родились 8 детей: Джозайя, Эбенезер, Калеб, Асахель, Джоэл, Базалил, Джоэл и Хлоя.
Джозайя Тафт был богатым фермером, чиновником и законодателем в Массачусетсе. Он занимался деятельностью Совета Членов городского управления, выступал там в качестве секретаря городской корпорации, городского модератора, а также заседал в законодательном собрании Массачусетса.

### Значение для американской истории
Джозайя Тафт входил в ополчение Аксбриджа, а во времена войны с французами и индейцами стал лейтенантом, а впоследствии и капитаном. По состоянию на 1756 год он являлся крупнейшим налогоплательщиком в Аксбридже. В этом же году восемнадцатилетний сын Джозайи и Лидии, Калеб, учившийся в Гарварде, заболел и умер. После похорон заболел и сам Джозайя, он умер 30 сентября в возрасте 47 лет. Муж оставил после себя хорошее состояние и много связей, что открыло для Лидии дорогу в женское избирательное право, что впоследствии оказало огромное влияние на историю Америки.

## Женское избирательное право
Поскольку Лидия была богатой и влиятельной персоной в Аксбридже, ей было позволено голосовать на городских собраниях, но не от своего имени, а от имени покойного мужа. Это считается началом становления женского избирательного права в США. Согласно записям, Лидия Тафт участвовала на городских собраниях по крайней мере ещё дважды: для решения налогового вопроса и для изменения школьного района.
Благодаря ей в период между 1776 и 1807 в штате Нью-Джерси разрешили голосовать женщинам, у которых было определённое количество собственности. Этот пример является исключением из правил, так как женщин тогда считали второсортными гражданами. Они не могли ни голосовать, ни выдвигаться на руководящие должности. Тогда было нормой считать, что женщины слабые, неспособны мыслить и ими управляют эмоции.